# Roca Cerretti
La roca Cerretti o Ceretti; (en inglés: Grindle Rock) es un islote rocoso puntiagudo de 213 m de alto localizado a 1,3 kilómetros de la costa occidental de la isla Blanco, que integra el archipiélago de las Sandwich del Sur, en el mar del Scotia (o mar de las Antillas del Sur).
Es el más oriental de los tres islotes rocosos localizados al oeste de la punta Turmoil de dicha isla; siendo los restantes la roca Freezland y la roca Wilson. La Dirección de Sistemas de Información Geográfica de la provincia de Tierra del Fuego cita la roca en las coordenadas 58°58′17″S 26°46′49″O / -58.97139, -26.78028.

## Toponimia
Su nombre fue colocado en homenaje al marino ítalo-argentino Bartolomé Ceretti (o Cerretti), que participó en la guerra de independencia de la Argentina.
El topónimo en inglés fue colocado en 1930 al ser cartografiado por el personal británico de Investigaciones Discovery, a bordo del RRS Discovery II, en homenaje a Gilbert E. A. Grindle, Subsecretario Permanente de Estado para las Colonias del Reino Unido.
El islote nunca fue habitado ni ocupado, y como el resto de las Sandwich del Sur son reclamados por el Reino Unido que la hace parte del territorio británico de ultramar de las Islas Georgias del Sur y Sandwich del Sur, y por la República Argentina, que la hace parte del departamento Islas del Atlántico Sur dentro de la provincia de Tierra del Fuego, Antártida e Islas del Atlántico Sur.